# Mattia Da Campo
Mattia Da Campo (Bassano del Grappa, 1º maggio 1997) è un cestista italiano.

## Carriera

### Nazionale
Con l'Italia under 20 ha partecipato all'europeo di categoria del 2017.

## Statistiche

### NCAA
| Anno     | Squadra          | PG  | PT | MP   | TC%  | 3P%  | TL%  | RP  | AP  | PRP | SP  | PP  |
| -------- | ---------------- | --- | -- | ---- | ---- | ---- | ---- | --- | --- | --- | --- | --- |
| 2016-17  | Seattle Redhawks | 16  | 0  | 8,7  | 64,3 | 33,3 | 50,0 | 1,1 | 0,9 | 0,2 | 0,0 | 1,5 |
| 2017-18  | Seattle Redhawks | 27  | 1  | 7,3  | 62,5 | 44,4 | 63,6 | 1,7 | 0,6 | 0,3 | 0,0 | 1,5 |
| 2018-19  | Seattle Redhawks | 31  | 15 | 18,6 | 51,4 | 47,4 | 66,7 | 4,3 | 0,8 | 0,3 | 0,0 | 3,8 |
| 2019-20  | Seattle Redhawks | 29  | 12 | 24,2 | 42,3 | 34,4 | 76,7 | 4,4 | 0,9 | 0,6 | 0,1 | 6,1 |
| Carriera | Carriera         | 103 | 28 | 15,7 | 48,3 | 37,9 | 69,7 | 3,2 | 0,8 | 0,4 | 0,1 | 3,5 |

#### Massimi in carriera
- Massimo di punti: 18 vs Chicago State (4 gennaio 2020)[2]
- Massimo di rimbalzi: 14 vs California Baptist (28 febbraio 2019)
- Massimo di assist: 6 vs Pacific (12 novembre 2019)
- Massimo di palle rubate: 3 (2 volte)
- Massimo di stoppate: 2 vs Utah Valley (11 gennaio 2020)
- Massimo di minuti giocati: 45 vs California State-Bakersfield (7 marzo 2019)

## Palmares
- Coppa Italia LNP: 1

Orzinuovi: 2023
- Supercoppa LNP di Serie B: 1

Orzinuovi: 2022